# Тушнурята
Тушнурята (мар. Тушнур) — деревня в Новоторъяльском районе Республики Марий Эл. Входит в состав Масканурского сельского поселения.

## География
Находится в северо-восточной части республики Марий Эл на расстоянии приблизительно 15 км по прямой на север-северо-запад от районного центра посёлка Новый Торъял.

## История
Известна с 1850 года, когда в починке Малая Толмань (Тушнурята) проживали православные русские — 217 жителей. В 1877 году в починке имелись 2 кузницы и ветряная мельница. В 1884 году деревня Толмань (Тушнур) входила в Кужнурскую волость Уржумского уезда, в 43 дворах проживали русские государственные крестьяне, 268 человек. В 1905 году насчитывалось 48 дворов, 333 жителя, все русские. В 1926 году в деревне Тушнурята Масканурского сельсовета насчитывалось 55 дворов. В 1939 году в деревне проживали 273 человека, в 1970 году 118 человек. В 1999 году производственных колхозных объектов в деревне уже не было. На 2002 год в деревне осталось 12 хозяйств. В советское время работали колхозы имени Ворошилова и «Искра».

## Население
Население составляло 23 человека (русские 78 %) в 2002 году>, 18 в 2010.